# Ред Банк (Јужна Каролина)
Ред Банк (енгл. Red Bank) насељено је место без административног статуса у америчкој савезној држави Јужна Каролина.

## Демографија
По попису из 2010. године број становника је 9.617, што је 806 (9,1%) становника више него 2000. године.
| Група             | 2000.         | 2010.         |
| Белци             | 7.731 (87,7%) | 7.990 (83,1%) |
| Афроамериканци    | 779 (8,8%)    | 991 (10,3%)   |
| Азијати           | 43 (0,5%)     | 53 (0,6%)     |
| Хиспаноамериканци | 167 (1,9%)    | 382 (4,0%)    |
| Укупно            | 8.811         | 9.617         |